# Las Majadas
Las Majadas es un municipio y localidad española de la provincia de Cuenca, en la comunidad autónoma de Castilla-La Mancha. El término municipal tiene una población de 217 habitantes (INE 2024). Parte del municipio se encuentra en el parque natural de la Serranía de Cuenca y el Parque Cinegético Experimental de El Hosquillo.

## Historia

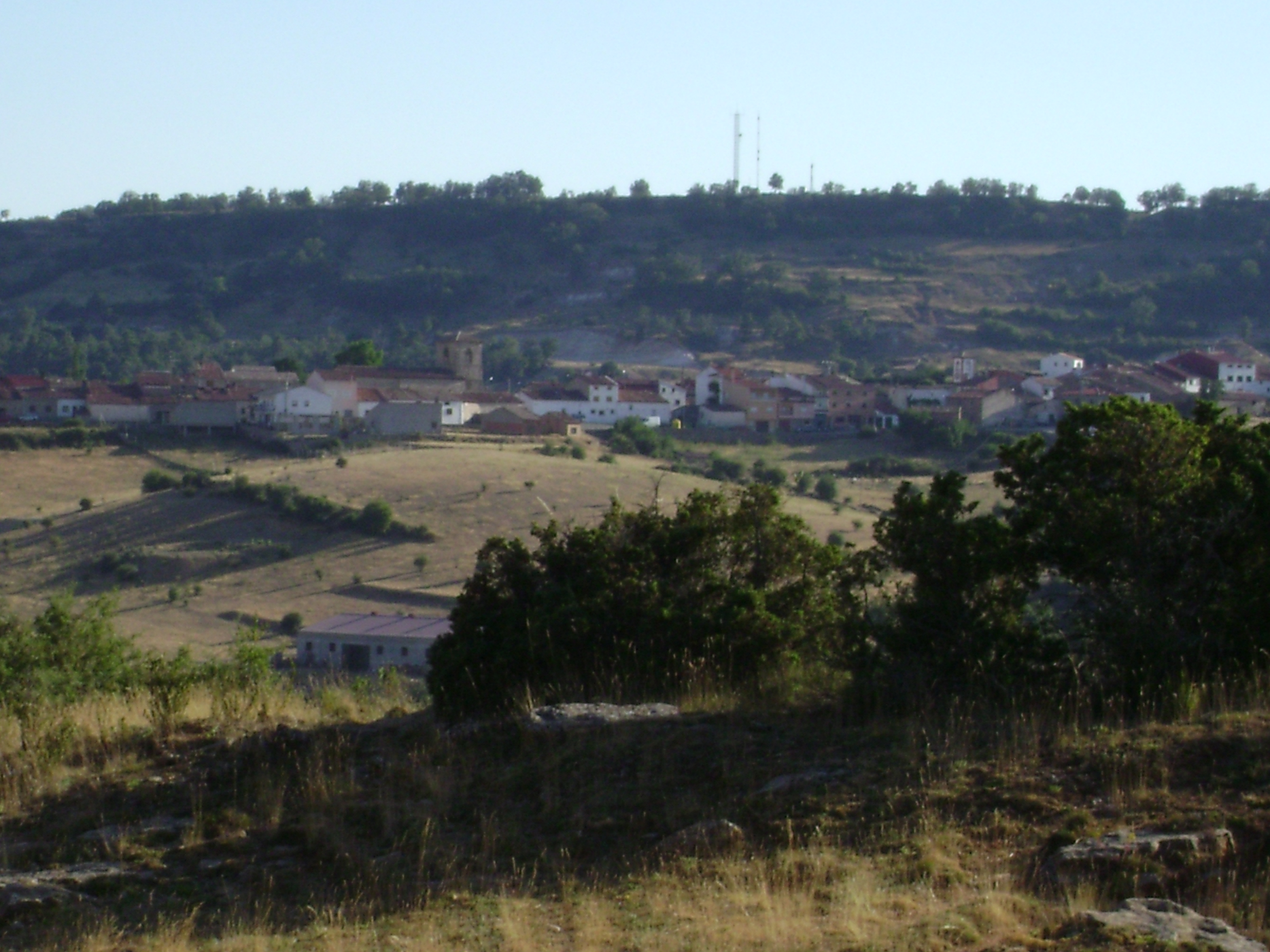
Vista de Las Majadas.

El origen de Las Majadas es incierto, pero cuando Alfonso VIII conquistó Cuenca, los pueblos de alrededor ya estaban ocupados por tropas cristianas. Se formaban villas y pueblos. Los árabes huyen ante el avance cristiano. En la fuente del Tejo aparecieron tumbas de origen árabe. También hay una cueva que se dice "de los Moros". Cuenta la tradición que el pueblo había sido formado por pastores de Poyatos mediante cabañas en el Pozo de las Ánimas.
En el siglo XII ejercía el señorío la familia Jaraba, ligada a la conquista de Cuenca. Los Jaraba provenían de Ramón IV Berenguer, conde de Barcelona, rey de Aragón al casarse con Petronila, hija de Ramiro II, El Monje. Al no tener descendencia pidieron a Nuestra Señora de Jaraba que les concediera dicho deseo y así pusieron Jaraba a uno de sus hijos, formándose esta familia. El mayor del matrimonio fue Alfonso II, rey de Aragón que ayudó a Alfonso VIII en la conquista de Cuenca. Ruy Díaz de Guermeces y Elvira López tienen una hija llamada María de Toledo, que se casa con Sancho de Jaraba, señores de la villa. Las familias Albornoz y Jaraba se unen al casarse Sancho García de Jaraba con Urraca Fernández, hija de Fernán Gómez Albornoz, hermano del cardenal. En el libro de Montería de Alfonso XI (1340-1350), se habla de la buena caza en Las Majadas las del Rey. Era una villa de realengo. En 1390 la señora de la villa era Elvira López, viuda de Ruy Díaz de Huérmeces.
Aparece en el Censo de Floridablanca de 1752. En el siglo XVIII hay artesanos que hacen cedazos, asientos, etc, así como tejedores, sastre, sacerdote y seminarista. También boticarío de Cuenca. En el siglo XIX había 147 vecinos. Las Majadas era villa de realengo y villa de señorío. A mediados del siglo XIX, el lugar tenía contabilizada una población de 585 habitantes. La localidad aparece descrita en el undécimo volumen del Diccionario geográfico-estadístico-histórico de España y sus posesiones de Ultramar de Pascual Madoz de la siguiente manera:

MAJADAS (las): v. con ayunt. en la prov., dióc. y part. jud. de Cuenca, aud. terr de Albacete, y c. g. de Castilla la Nueva, Madrid: sit. en una colina al S. y próximo á un pequeño arroyo que va á unirse con el Jucar; el viento N. le combate con mucha frecuencia, y el clima es sano y frio: la igl. parr., bajo la advocacion de Ntra. Sra. del Sagrario, es aneja de la de Portilla, y esta servida por un teniente; para surtido del vecindario hay 4 fuentes de escelente agua, denominadas del Rey, del Tejo, del Villar y de la Losa. Confina el térm. por N. con el de Poyatos y Arcos de la Sierra; E. Huélamo; S. Uña y Valdecabras, y O. Portilla y Villalva de la Sierra; en él se hallan comprendidos varios caseríos llamados Cobacha del Agua, Peña del Cuervo, Par del Pinillo, Prado del Villar de Tejas, y Cerro de Alcagar. El terreno es muy escabroso y se halla sobre la mayor altura de la sierra de Cuenca, es poco productivo á causa de los escesivos fríos, y solo abunda en pastos para ganado lanar, robles, pinos y otros arbustos: el arroyo ya citado y denominado de las Majadas, nace á sus inmediaciones, y después de correr por el térm. de Portilla va á desaguar en el Jucar por Villalva de la Sierra: los caminos son locales y en mal estado por lo quebrado del terr.; los correos los recibe de la adm. de Cuenca. prod.: trigo y centeno en corta cantidad, se cria ganado lanar, yeguar y vacuno, y caza de liebres, conejos, perdices y algunos ciervos y venados. ind.: la agrícola y construccion de tornillos, artesas y aros para arneros. comercio: la esportacion de estos art. é importacion de otros de consumo diario. pobl.: 147 vec., 585 alm. cap. prod.: 1.159,740 rs. imp.: 57,687. El presupuesto municipal asciende á 800 rs., y se cubre con los productos de la dehesa boyal y otros arbitrios.
Esta v. es del señorío del morqués de Hariza, y á quien paga todos los años 600 rs.
(Madoz, 1848, p. 31)

## Demografía
Las Majadas cuenta con una población de 217 habitantes (INE 2024).
| Gráfica de evolución demográfica de Las Majadas entre 1842 y 2021                                                                                            |
| |
| Población de derecho según los censos de población del INE Población de hecho según los censos de población del INEEn este censo se denominaba Majadas: 1842 |

## Patrimonio

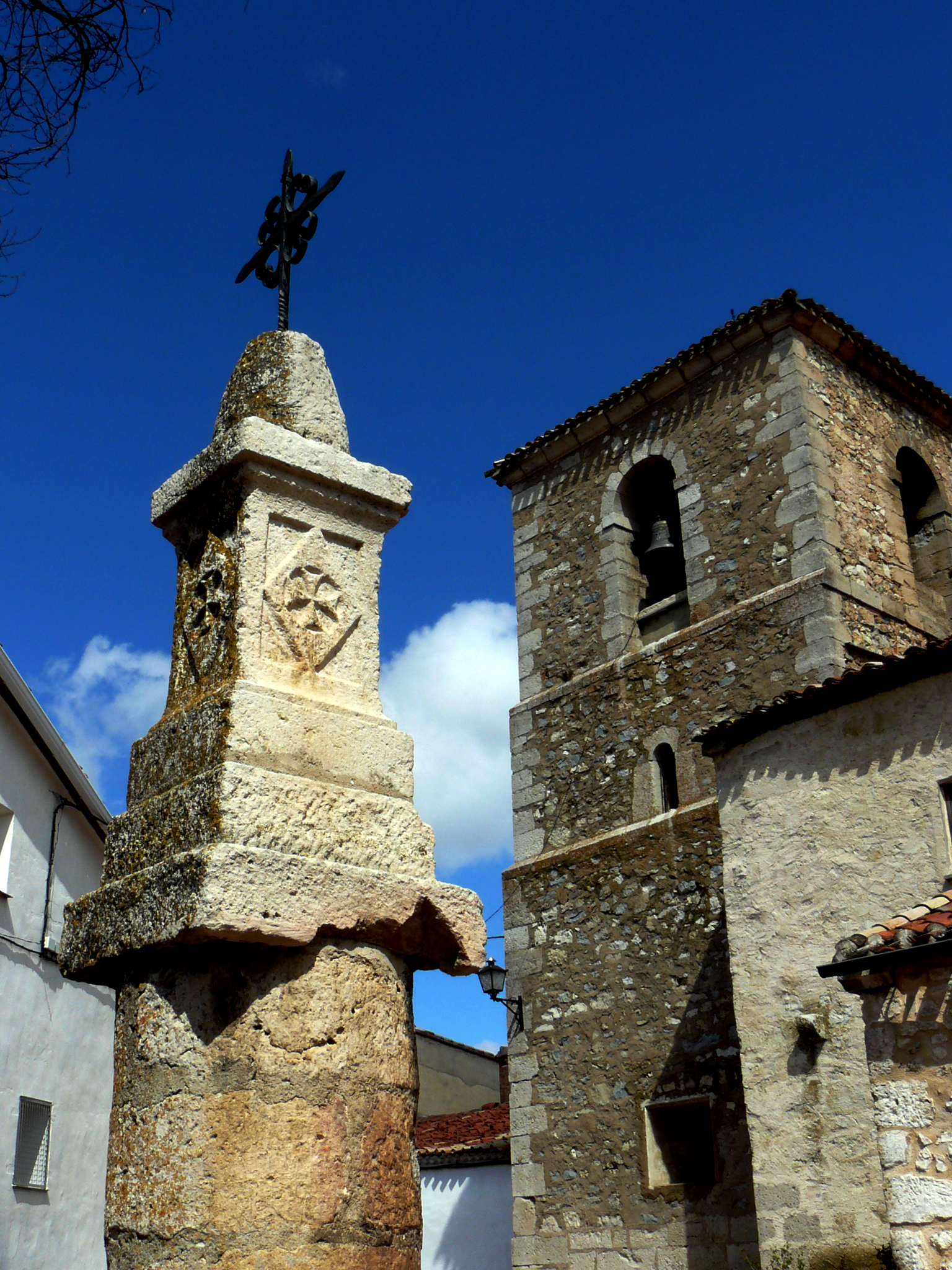
Iglesia y rollo

En la localidad se encuentra una iglesia parroquial bajo la advocación de Nuestra Señora del Sagrario. La patrona es la Virgen del Sagrario desde Alfonso VIII junto con la de la catedral de Cuenca, parroquia de Garcinarro y Las Majadas. La iglesia está compuesta de tres cuerpos: el campanario en poniente, la nave mayor y la del altar, estas dos separadas por un arco de medio punto con pilares de sillería. El retablo tiene distintas figuras de diferente estilo artístico, con dos cuerpos de columnas con capiteles corintios policromados. Figura la fecha de 1618. Como pedestal relieves de la Adoración de los Pastores y Adoración de los Reyes. Las pinturas del retablo son Santa Lucía (mártir), San Cristóbal y monje penitente. La Verónica, la Inmaculada, Cristo Crucificado y la Anunciación. El artesonado muy bien conservado es de estilo mudéjar con raíces occidentales. En el patio de la parroquia está "el Rollo de la Justicia", donde se impartía la ley en época medieval. La iglesia fue construida por las familias Albornoces y Carrillos o Barrientes. En la entrada hay un patio con banco corrido de piedra y arco de medio punto típico de los Albornoces, dando acceso a la puerta de la parroquia de madera.
También existieron cuatro ermitas en el siglo XVII: la de San Juan, Santiago Apóstol, San Bartolomé y San Sebastián.

## Gastronomía

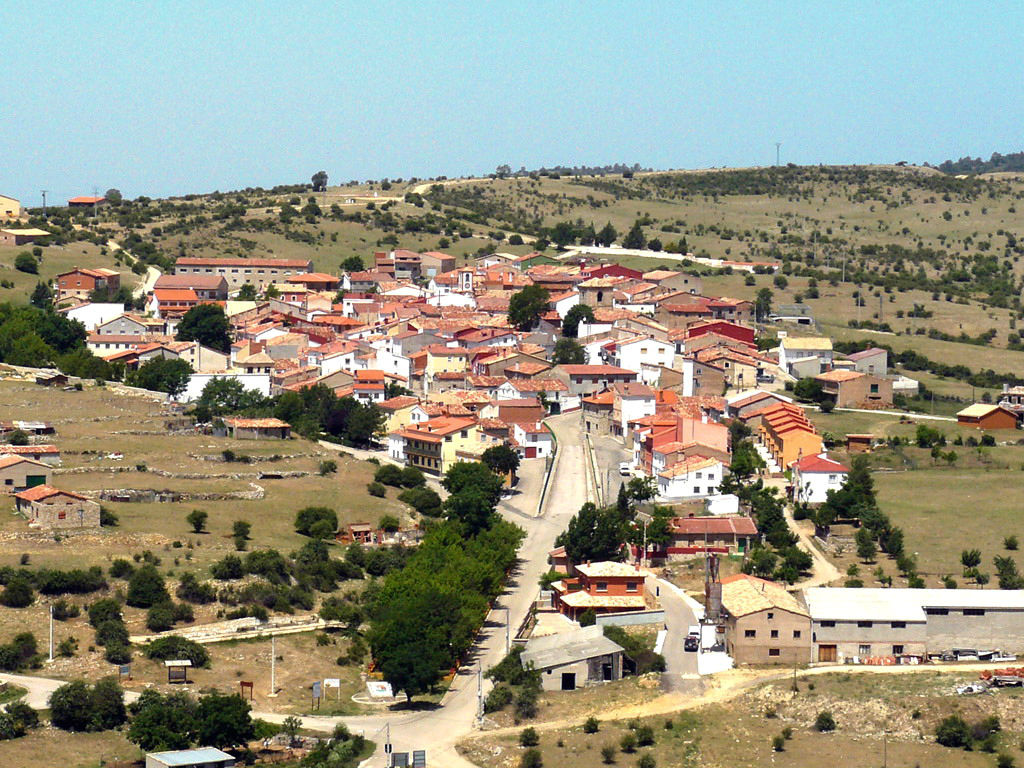
El pueblo visto desde el sur.

Entre los platos típicos del lugar se encuentran el morteruelo (solomillo, hígado, pollo, costilla, jamón, manteca, conejo, miga de pan, pimentón, canela, clavo y también con carne de caza), las gachas (harina, almortas, grasa de tocino, ajo, pimentón...), las migas de pastor (miga de pan, ajo, pimentón, grasa de tocino, agua... se comen con uva), las judías pintas con chorizo y costilla, las tortas de pastor (harina, sal, aceite, agua...), el bacalao (salado y puesto a remojo, rebozado con huevo y harina, en Semana Santa), los puches en Los Santos (harina, agua, azúcar y picatostes...), las torrijas de miga de pan y huevo (en agua de azúcar con manzana, miel, etc.) y los rolletes de anís (harina, azúcar, aguardiente, etc.). Además se hacen chorizos, morcillas, lomo y costillas.